# Achaius nivium
Achaius nivium là một loài tò vò trong họ Ichneumonidae.